# Chuzo desgranado

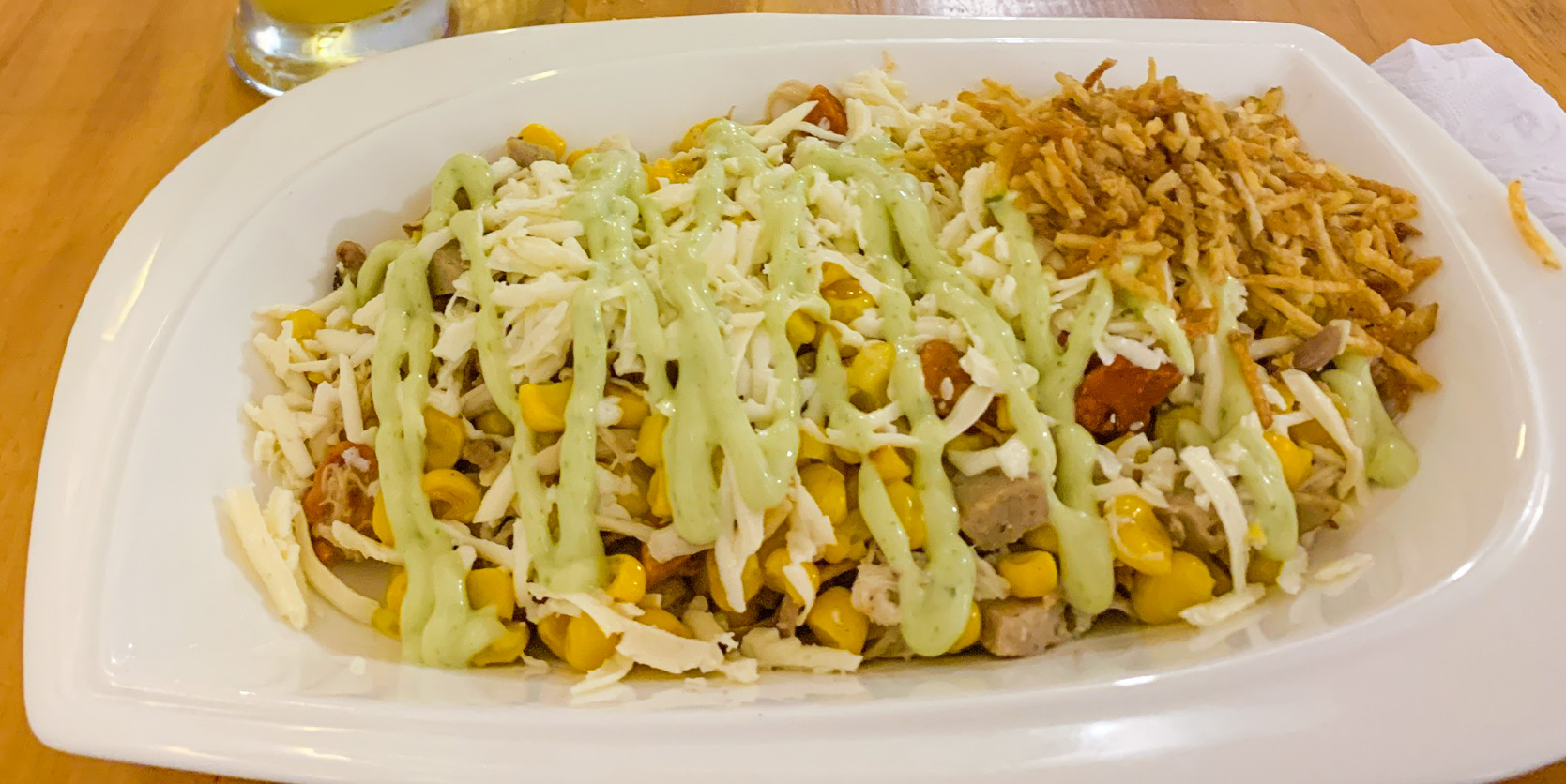
Chuzo desgranado

El chuzo desgranado es una comida rápida típica de Barranquilla, extendida por todo el Caribe Colombiano  que lleva carnes asadas al carbón como pollo, carne, lomo y costillas de cerdo, tocineta, chorizo, salchichas y butifarra, papitas fritas (para perro caliente), queso costeño rallado, queso mozzarella, bollo limpio y/o papas a la francesa, lechuga y salsas (tártara, rosada, mayonesa, de piña) a gusto del cliente. Existe también la opción de un "chuzo light" en el cual no se incluye la papa frita para perro caliente y tampoco está el bollo limpio.